# USS Von Steuben (SSBN-632)
USS Von Steuben (SSBN-632) – amerykański okręt podwodny o napędzie atomowym z okresu zimnej wojny typu James Madison, przenoszący pociski SLBM. Wszedł do służby w 1964 roku. Okręt nazwano imieniem bohatera wojny o niepodległość Stanów Zjednoczonych Friedricha Von Steubena. Wycofany ze służby w 1994 roku.

## Historia
Kontrakt na budowę okrętu został przydzielony stoczni Newport News Shipbuilding w Newport News 20 lipca 1961 roku. Rozpoczęcie budowy okrętu nastąpiło 4 września 1962 roku. Wodowanie miało miejsce 18 października 1963 roku, wejście do służby 30 września 1964 roku. Pierwszym miejscem stacjonowania okrętu był port w Charleston, z którego do 1968 roku wykonał 11 patroli na wodach Atlantyku.
Na początku 1968 roku okręt zaczął stacjonować w hiszpańskiej bazie Rota. 9 sierpnia 1968 roku, będąc w zanurzeniu zahaczył o zanurzoną linę, za pomocą której holownik holował statek handlowy u południowych wybrzeży Hiszpanii. Lina spowodowała zablokowanie steru głębokości, co było powodem do podjęcia decyzji o awaryjnym wynurzeniu okrętu. Podczas szybkiego wynurzania doszło do zderzenia z holowaną cywilną jednostką i uszkodzenia okrętu.
W 1970 roku na „Von Steuben” wymieniono pociski Polaris na Poseidon. Po modernizacji i testach morskich, okręt ponownie rozpoczął patrole morskie w 1971 roku. Kolejna modernizacja uzbrojenia miała miejsce na początku lat 80., kiedy to wymieniono pociski na Trident I. Okręt wycofano ze służby 26 lutego 1994 roku. Złomowanie okrętu zakończyło się 30 października 2001 roku.